# Coppa Città di San Daniele 2024
87-й выпуск  Coppa Città di San Daniele — шоссейной однодневной велогонки по дорогам итальянской коммуны Сан-Даниеле-дель-Фриули. Гонка прошла 1 октября 2024 года в рамках Европейского тура UCI 2024 (категория 1.2). Победу одержал датский велогонщик Йорген Нордхаген.

## Участники
| UCI ProTeam- Corratec-Vini Fantini UCI Continental Teams (18)- Team Visma \| Lease a Bike Development - UAE Team Emirates Gen Z - Zalf Euromobil Fior - MBH Bank Colpack Ballan - CTF Victorious - Soudal Quick-Step Devo Team - Biesse-Carrera - Petrolike - Q36.5 Continental Cycling Team - Astana Qazaqstan Development Team - Team Skyline - General Store-Essegibi-F.Lli Curia - WSA KTM Graz - Rime Drali - Team Technipes #inEmiliaRomagna - Hrinkow Advarics - Work Service-Vitalcare-Dynatek - Sava Kranj Cycling Любительские, клубные или региональные команды (9)- U.C. Trevigiani Energiapura Marchiol - Holdsworth Zappi RT - Solme-Olmo - Trentino Cycling Team U23 - Futura Team-Rosini - MaxSolar Cycling Team - Team Gaiaplast Bibanese - GS Borgonuovo - KK Ribno Alpine Resort Bled |
| |

## Маршрут
В окрестностях Сан-Даниэле-дель-Фриули была преодолена дистанция в 160 километров. Маршрут включал шесть равнинных и два холмистых круга.

## Ход гонки
Норвежец Йорген Нордхаген отправился в отрыв во время второго прохода на подъеме на гору Мурис, оставшись единственным на финише, чтобы взять престижную ветчину Сан-Даниэле.
Нордхаген обыграл своего товарища по команде Менно Хьюзинга на 1:33. Голландец Хьюзинг выиграл спринт и занял второе место в группе из шести человек, где Алессандро Борго был третьим на дистанции.

## Результаты
| \| Генеральная классификация \| Генеральная классификация \| Генеральная классификация \| Генеральная классификация \| Генеральная классификация \| \| Гонщик \| Гонщик \| Команда \| Время \| \| \| ------------------------- \| ------------------------- \| -------------------------------------- \| ------------------------- \| ------------------------- \| \| 1-й \| Йорген Нордхаген \| Team Visma \\| Lease a Bike Development \| 3ч 37' 45 \| \| \| 2-й \| Menno Huising \| Team Visma \\| Lease a Bike Development \| + 1' 33 \| \| \| 3-й \| Alessandro Borgo \| CTF Victorious \| + 1' 33 \| \| |                  |                                        |           |
| |                  |                                        |           |
| Источник: ProCyclingStats |                  |                                        |           |
| Генеральная классификация |                  |                                        |           |
| Гонщик | Гонщик           | Команда                                | Время     |
| 1-й | Йорген Нордхаген | Team Visma \| Lease a Bike Development | 3ч 37' 45 |
| 2-й | Menno Huising    | Team Visma \| Lease a Bike Development | + 1' 33   |
| 3-й | Alessandro Borgo | CTF Victorious                         | + 1' 33   |